# Vredius
Vredius, Oliveris Vredius ou Olivarius Vredius, forme latinisée de Olivier de Wree, (né à Bruges, le 20 septembre 1596 - décédé le 21 mars 1652) était un historien flamand de la première moitié du XVIIe siècle. Il était également un avocat renommé et un protecteur de l'art.

## Biographie
Vredius venait de la famille noble De Wree. Il était l'un des fils de Jan de Wree (1567-1607), licencié en droit de l'Université de Douai, et de Anne Van Praet. Jeune homme, il avait hésité à devenir jésuite et avait passé un peu de temps au noviciat. Il fit lui aussi ses études de droit à l'Université de Douai.
Il épousa successivement les femmes suivantes :
- Anne Marissael, dite Halle, avec qui il eut un fils et une fille,
- Marguerite Van Woestwynckele,
- Catherine de Peussin, veuve de Jean Wynckelman.

Vredius occupa des postes au conseil municipal de Bruges :
- conseiller (de septembre 1624 à septembre 1625),
- échevin (de septembre 1626 à septembre 1627),
- échevin (de septembre 1628 à septembre 1629),
- trésorier (de septembre 1629 à septembre 1631),
- échevin (de septembre 1631 à septembre 1633),
- conseiller (de septembre 1639 à septembre 1640),
- conseiller (de septembre 1641 à septembre 1643),
- bourgmestre des conseillers (de septembre 1643 à septembre 1644),
- échevin (de septembre 1644 à septembre 1646),
- échevin (de septembre 1646 à septembre 1647),
- conseiller (de septembre 1649 à septembre 1650),
- échevin (de septembre 1650 jusqu'à sa mort).

Il fut donc impliqué de manière quasi permanente dans l'administration de la ville de Bruges de l'âge de vingt-huit ans jusqu'à sa mort assez prématurée, sans toutefois atteindre le poste le plus élevé, celui de bourgmestre des échevins.
Vredius a organisé sa propre imprimerie, dans laquelle il a imprimé non seulement son propre travail mais aussi celui des autres. Par exemple, il a imprimé le tract sur les fleurs, les plantes et les fruits de son ami, le médecin gemmologue impérial Anselme Boece de Boodt (1550-1632) qui était revenu dans sa ville natale en 1612.
Sa tombe avec un buste en marbre se situe dans l'Église Notre-Dame à Bruges.
On trouve son portrait à la pharmacie de l'ancien hôpital Saint-Jean à Bruges.

## Publications

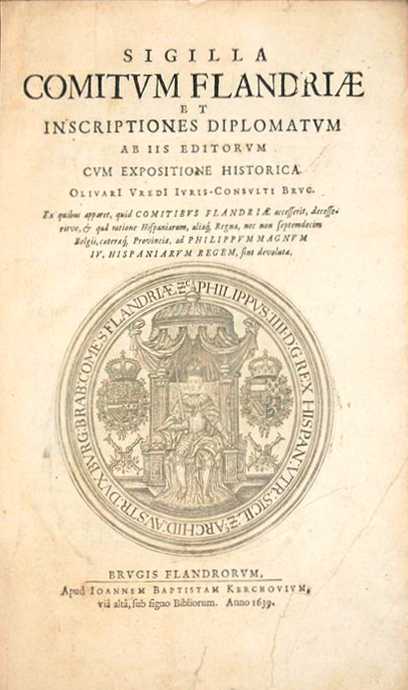
Première page de Sigilla…

### En latin
- Sigilla comitum Flandriae et inscriptiones diplomatum ab iis editorum ..., Bruges par Jan-Baptist Van den Kerchove, 1639 (Google books).
- Genealogia Comitum Flandriae a Balduino Ferreo usque ad Philippum IV Hisp. Regem drie delen, Bruges, par Jan-Baptist Van den Kerchove, 1642-1643 (Google books) (trad. La Généalogie des comtes de Flandre depuis Baudouin Bras de Fer jusques à Philippe IV, roy d'Espagne.) (Ce travail est basé sur la 'Genealogia Comitum Flandria', livre connu ainsi depuis son origine au XIIe siècle, mais plus tard connu sous le nom de  Flandria generosa).
- Historiae Comitum Flandriae (...), 1650. (Google books).

### En néerlandais
- Den oorspronck ende voort ganck der Carmeliten ofte Onze-Lieve-Vrouwe-Broeders ende des H. Scapuliers, in rijme gestelt door Olivier de Wree, 1624.
- Vermaerde oorlogstucken van den grave van Bucquoy.
- Mengeldichten.
- Bacchus Kronyck en Venusban, 1625.
- De Segelen der graven van Vlaenderen ende voorschriften van hunne brieven, 1640 .

## Archives
Les archives municipales de Bruges détiennent certains des travaux de Vredius, mais surtout deux dossiers volumineux, avec ses archives personnelles. En 2009, ce dépôt a été complété par 29 documents de lui, dont plusieurs lettres relatives à son œuvre historique et à ses activités politiques.